# 马尔·格雷厄姆
罗伯特·马尔科姆·格雷厄姆（英語：Robert Malcolm Graham，1945年2月23日—）是美国NBA联盟前职业篮球运动员。他在1967年的NBA选秀中第1轮第11顺位被波士顿凯尔特人选中。